# Houlong
Houlong (chinesisch 後龍鎮, Pinyin Hòulóng Zhèn, Hakka Heu-liùng-chṳ́n, Pe̍h-ōe-jī Āu-lâng-tìn) ist eine Stadtgemeinde (鎮,  Zhèn) im Landkreis Miaoli in der Republik China (Taiwan).

## Beschreibung
Houlong liegt an der Westküste Taiwans zur Formosastraße. Die angrenzenden Verwaltungseinheiten sind Tongxiao im Südwesten, Xihu im Süden, die Kreishauptstadt Miaoli im Südosten, Zaoqiao und Touwu im Osten, sowie Zhunan im Nordosten. Im Nordosten bildet der hier mündende Fluss Zhonggang Xi (中港溪 – „Zhonggang-Fluss“) die Grenze zu Zhunan. Im mittleren Abschnitt Houlongs münden der Houlong Xi (後龍溪 – „Houlong-Fluss“) und etwas weiter südlich der kleine Xihu Xi (西湖溪 – „Xihu-Fluss“) in die Formosastraße. Das Terrain ist weitgehend flach und entspricht einer Küstenebene, die weiter im Binnenland in flache Hügel übergeht.

## Geschichte
Houlong wurde ab dem 17. Jahrhundert von han-chinesischen Migranten, die aus den Festlandprovinzen Fujian und Guangdong kamen, und südchinesische Sprachen sprachen (südliches Min, Hakka) besiedelt. Der Minnan/Hakka-Ortsname wurde ursprünglich 後壠 geschrieben, was zur Zeit der japanischen Herrschaft über Taiwan (1895–1945) phonetisch in die Schriftzeichen 後龍 transkribiert wurde. Diese wiederum wurden auf Mandarin Houlong ausgesprochen, wodurch der heutige Ortsname eingeführt war. Ab 1920 war Houlong ein Dorf (庄, chin. Zhuāng, japan. Shō) in der neu eingerichteten Präfektur Shinchiku. Nach 1945 kam Taiwan an die Republik China und aus der Präfektur Shinchiku wurde der Landkreis Hsinchu. Nachdem 1950 der neue Landkreis Miaoli aus Teilen des Landkreises Hsinchu gebildet wurde, war Houlong eine Gemeinde des Landkreises Miaoli.

## Bevölkerung
Etwa drei Viertel der Einwohner Houlongs sind Minnan-sprechende Hoklo und etwa ein Viertel sind Hakka. Die Minnan-Sprecher siedeln überwiegend in den Küstengebieten, während die Hakka-Sprecher mehr im Hügelland im Binnenland wohnen. Angehörige indigener Völker machen nur einen Anteil von etwa 0,5 Prozent aus (182 Personen im Dez. 2019).
Seit längerem ist die Bevölkerungszahl aufgrund von Abwanderung rückläufig, was auf die fehlenden höheren Bildungseinrichtungen und fehlenden Beschäftigungsmöglichkeiten für höher Qualifizierte zurückgeführt wird.
| Gliederung Houlongs |
|                     |

## Verwaltungsgliederung
Houlong ist in 23 Ortsteile (里,  Li) gegliedert:

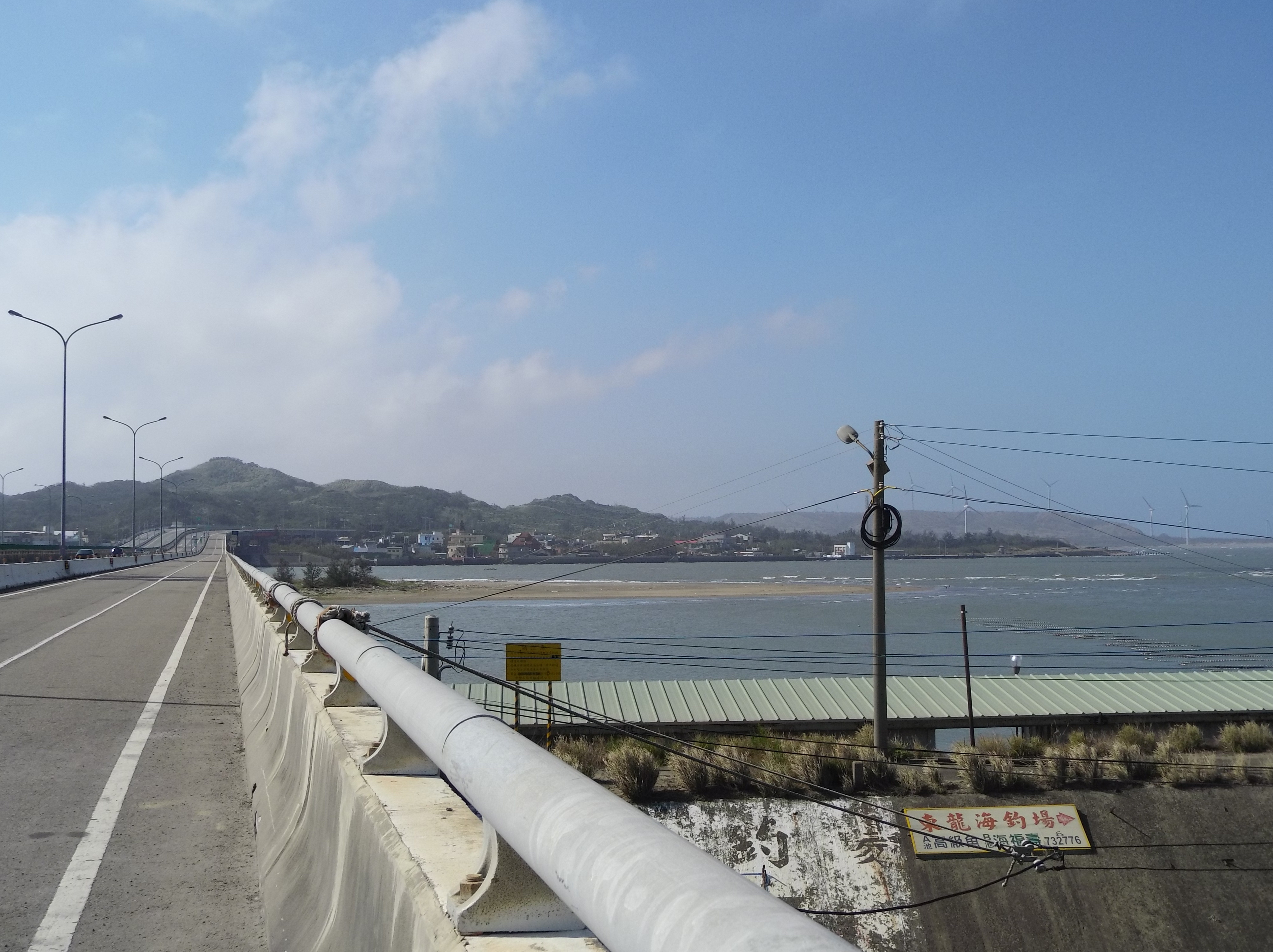
Überquerung des Houlong-Flusses auf der Provinzschnellstraße 61

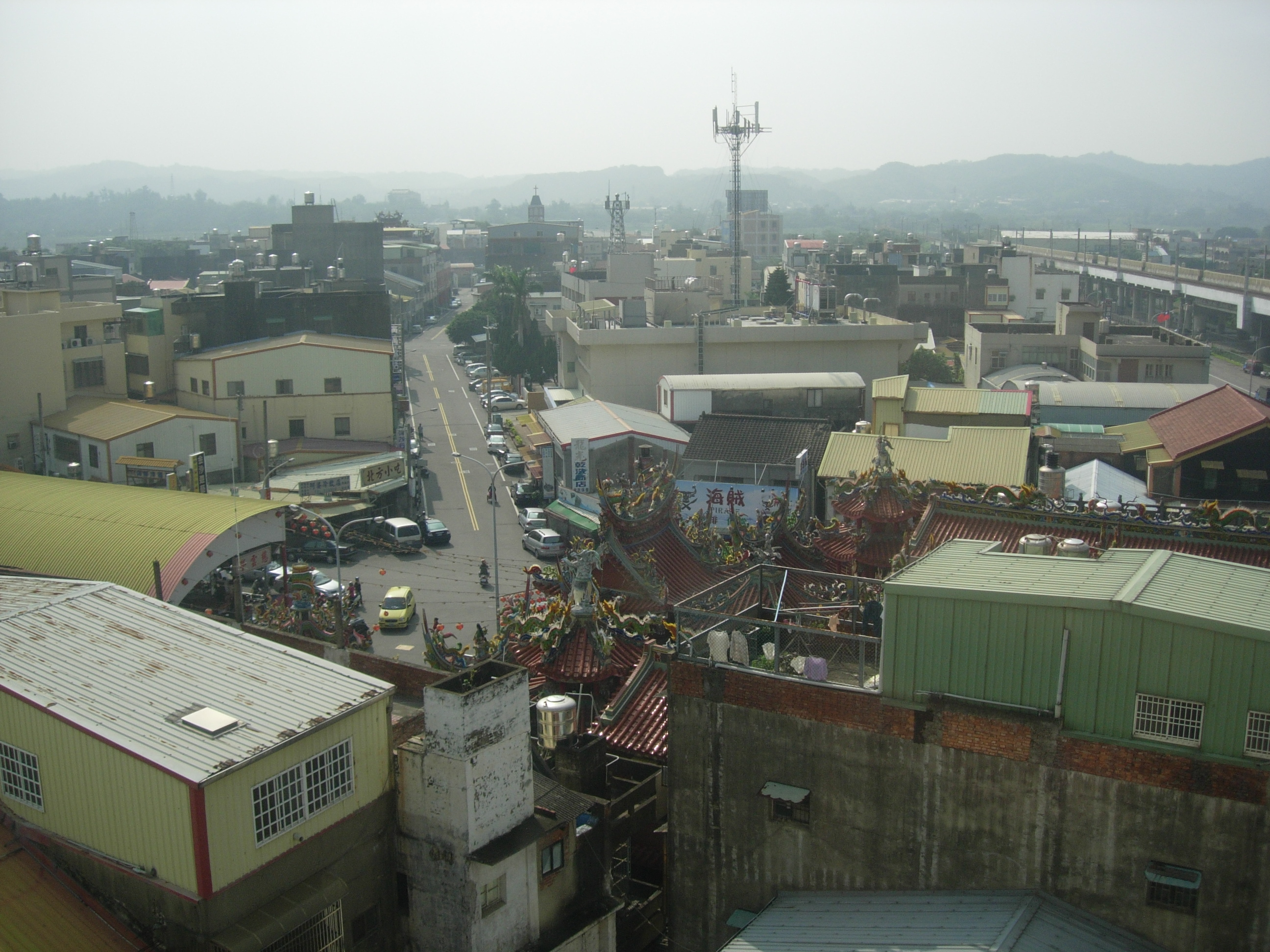
Ansicht von Houlong

1 Zhonglong (中龍里)

2 Beilong (北龍里)

3 Dazhuang (大庄里)

4 Fuxing (復興里)

5 Fengfu (豐富里)

6 Xiaoyi (校椅里)

7 Puding (埔頂里)

8 Xinmin (新民里)

9 Dongming (東明里)

10 Wanbao (灣寶里)

11 Haibao (海寶里)

12 Dashan (大山里)

13 Waipu (外埔里)

14 Haipu (海埔里)

15 Xiushui (秀水里)

16 Shuiwei (水尾里)

17 Xizhou (溪洲里)

18 Nanlong (南龍里)

19 Longkeng (龍坑里)

20 Longjin (龍津里)

21 Funing (福寧里)

22 Zhonghe (中和里)

23 Nangang (南港里)

## Verkehrsverbindungen
Durch Houlong verlaufen drei Eisenbahnlinien, im Wesentlichen parallel zur Küste: zum einen nahe der Küste die Längslinie (縱貫線) oder Küstenlinie (海線), und zum anderen weiter im Binnenland die Taichung-Linie (臺中線) oder Berglinie (山線). Als dritte Eisenbahnverbindung kommt im Binnenland die Taiwanische Hochgeschwindigkeitsbahn (THSR) hinzu. Für die beiden erstgenannten gibt es mehrere Bahnhöfe: Dashan, Houlong, Longgang (alle an der Längslinie), sowie Fengfu (an der Taichung-Linie). Der nächstgelegene Halt der THSR befindet sich im angrenzenden Miaoli. Wichtigste Straßenverbindung ist die parallel zur Küste verlaufende Nationalstraße 3 (Autobahn). Ebenfalls parallel zur Küste, aber näher zu dieser verlaufen die Provinz-Schnellstraße 63 und die Provinzstraße 1. Südlich des Houlong Xi führt die Provinzstraße 6 von der Küste ins Landesinnere.

## Wirtschaft
Die Wirtschaftsstruktur ist durch den Primärsektor geprägt. In der Landwirtschaft wird vor allem Reis angebaut. In den letzten Jahrzehnten spielen zunehmend Spezialkulturen, wie verschiedene Gemüse, Wassermelonen und verschiedene Getreide eine Rolle. In kleinerem Maßstab wird Schweine- und Geflügelzucht betrieben. Der Waipu-Fischereihafen (外埔漁港, ) ist der zentrale Fischereihafen Houlongs. Gefangen werden vor allem Großkopfmeeräsche, Scomberomorus und Trichiurus lepturus. In Aquakultur werden Milchfisch, Aale und Tellina iridescens (eine Muschelart) gezüchtet und an der Mündung des Houlong-Flusses wird Austernzucht betrieben.

## Besonderheiten
Houlong ist touristisch nur wenig erschlossen. Einen Aussichtspunkt am Meer an der südlichen Mündung des Houlong-Flusses bildet das Kap der guten Hoffnung (好望角,  Hǎowàng jiǎo, ), das im Zentrum eines kleinen Freizeitparks gelegen ist. Der daoistische Maling-Tempel im Dorf Nangang (媽靈宮, ) geht auf die 1930er Jahre zurück und wurde später großzügig ausgebaut. Im Waipu-Hafen lässt sich die Atmosphäre eines Fischereihafens erleben. Das aufwändig gestaltete Grab von Zheng Chongde (鄭崇和墓, ) ist ein Grabmal aus der Qing-Zeit zur Zeit Kaiser Daoguangs und zählt zu den ältesten erhaltenen Baudenkmälern Houlongs.